# 小川美佳
小川 美佳（おがわ みか、1984年7月30日 - ）は、日本の女性歌手、ものまねタレント。
本名同じ。東京都出身。身長は160cm。所属事務所はオスカープロモーションを経て、現在はジョリーアンリミテッド所属。歌手としても活動。音楽レーベルはポイントブランク。

## 経歴
2012年、日本テレビ『ものまねグランプリ』で篠原涼子「恋しさと せつなさと 心強さと」の歌ものまねでデビューする。
高音を得意とする力強い歌声が特徴で、顔を寄せずに歌をメインとした「歌ものまね」を中心に1980年代から2000年代の歌手を得意とし、篠原涼子、globe、安室奈美恵、華原朋美など小室ファミリーのものまねレパートリーが豊富である。
中でも篠原涼子のものまねは群を抜いており、CD音源をコピーしたようなクオリティとも称される。
2019年4月、「陸海空 こんなところでヤバいバル」の企画「山奥で72時間以内に最新人気カラオケベスト100の中から全国1位を10曲獲得できるのか？」の挑戦者として出演。美人モノマネ芸人と紹介され、幼少期に毎日7時間のピアノ練習に勤しみ、その経験が現在のものまねに活きている、というエピソードが語られている。
2019年12月、フジテレビ『ものまね王座決定戦』に初出場。以降4年連続出場し、2年連続準決勝に進出するなど磨かれた歌唱力には定評がある。
2021年12月、「ザ・細かすぎて伝わらないモノマネ」に初出場。松嶋菜々子のものまねで喋りネタを行うなど歌以外でも活躍の幅を広げる。
2022年10月、『爆笑そっくりものまね紅白歌合戦』の新企画「ものまねカラオケ100点チャレンジ」に出場し、篠原涼子ものまね日本最強と評され「恋しさと せつなさと 心強さと」で95.755点の点数を叩き出した。
2022年12月、『ものまね王座決定戦」』に4度目の出場。オリジナル音源に自身の声をシンクロさせる独特の練習法が紹介され、篠原涼子ものまねスペシャリストと評される。
2023年1月、『ものまね芸人216人がガチで選んだ いま本当にスゴい！ものまねランキング2023』に出演。篠原涼子ものまね業界No. 1の歌姫として同ランキング第17位に選ばれ、放送日前夜にオンエアされたNHK紅白歌合戦における篠原涼子の歌唱を再現した。
2023年3月、『熱唱!ミリオンシンガー』に出演。「神の歌声を持つ超逸材」の1人に選出され、誰もが知る名曲を本人完全再現に挑む「神声シンガー」企画で篠原涼子を再現。「圧巻の歌声」と評され、審査員5人中4人が本人を完全再現していることを示す100点を掲げ、「神声」にあと僅かに迫る499点の高得点を記録した。これは21名の出演者中3番目の成績であった。
2023年4月、『内村のツボる動画』に出演。ものまねスペシャリストによる歌マネと本人の歌声を聞き分ける「モノマネフェイクソング」企画において「最強ものまね軍団」の1人に選出され、篠原涼子の歌マネを再現。出演ゲスト7人中5人が「本人」と回答する歌唱により、「生き写しボイス」と評された。
2023年7月、『熱唱!ミリオンシンガー』に2度目の出演。テレビ初披露となる華原朋美の「I'm proud」を朗々と歌い上げ、その歌唱について審査員の徳光和夫は「本当に憑依している」とコメントした。
2023年8月、『ニンゲン観察バラエティ モニタリング』に出演。本物を見抜けば賞金1万円、不正解なら泥まみれになる聴き比べ企画で篠原涼子の歌マネを再現。SixTONESの田中樹と高地優吾 がこれに騙され、本物だと予想した高地は泥まみれになった。
2023年12月、『熱唱!ミリオンシンガー』において、過去に放送された神声シンガーの中から視聴者が聴きたくなる珠玉の名曲トップ50を発表する「奇跡の歌声トップ50SP」で4位(審査員499点　視聴者420点)にランクイン。その歌唱についてゲストの中山秀征は「(篠原)涼子ちゃんでした」と評した。
2024年3月、『キョコロヒー』に出演。そっくり館キサラの楽屋の様子などが放送され、共演したジョーク東郷がその日の出演者が全員40歳以上であることを告げると即座にそれを否定し、自身がまだ30代(39歳)であることを声高に強調した。
2024年4月、『熱唱!ミリオンシンガー』に3度目の出演。「ボイストレーナーからシンガーになった異色の経歴を持つ挑戦者」と紹介され、YOASOBIの「アイドル」を歌唱した。
2024年7月31日、両A面デビューシングル『Explorer / ここから紡ぐストーリー』を発売。初のオリジナル曲にして作詞にも挑戦し、自身の経験や想いを歌詞に込めた楽曲となっている。
2024年8月、『ＳＨＯＷ激！今夜もドル箱』に出演。
2024年11月、『トークと歌とものまね酒場～トゥーモ～』に出演。自身作詞のオリジナル曲「Explorer / ここから紡ぐストーリー」をテレビ初披露し、共演した栗田貫一らと同CDリリースや作詞に至ったエピソードが語られた。
2025年1月、『熱唱!ミリオンシンガー』に4度目の出演。篠原涼子の「恋しさと せつなさと 心強さと」を熱唱し、審査員5人中4人が100点を掲げる499点の高得点を記録。ゲストの藤本美貴は「こもった声がずっと篠原涼子」と評した。
2025年1月、『極楽山本・ロンブー亮のARIGATEENA TV』にゲスト出演。自身がかつて「ぷらちなロンドンブーツ↑HIGH」の温泉企画に出演した際のエピソードについて語られた。
ものまねショーレストランでの活動も積極的に行っており、2016年から東京都新宿区にある「そっくり館キサラ」に出演し続け、現在も月に10回程「キサラの歌姫」としてステージで歌い続けている。

## 人物
特技はピアノ、水泳、陸上で、ピアノと歌の講師を10年務めていた経験がある。
ものまねの練習は、本人のオリジナル音源に自分の歌声をシンクロさせて、二つの声が一つになるまで繰り返すという独自の練習方法を用いている。

## ディスコグラフィ

### シングル
- 『Explorer / ここから紡ぐストーリー』(2024年7月31日) - テレビ埼玉『極楽山本・ロンブー亮のARIGATEENA TV』1月度エンディングソング

## ものまねレパートリー
- globe
- 篠原涼子
- 大黒摩季
- MISIA
- 松嶋菜々子
- 広瀬香美
- ZARD
- 中山美穂
- 華原朋美
- 安室奈美恵
- SPEED
- 浜崎あゆみ
- 柴咲コウ
- YOASOBI
- 中島美嘉
- hitomi
- 岡本真夜
- 高橋洋子
- DREAMS COME TRUE
- ELT
- 中森明菜
- 工藤静香
- 倖田來未
- ゆうちゃみ

など多数。

## 出演
2012年
- ものまねグランプリ - 篠原涼子「愛しさと せつなさと 心強さと」（9月・12月、日本テレビ）

2013年
- ものまねグランプリ - 中山美穂「世界中の誰よりきっと」（3月、日本テレビ）
- ものまねグランプリ - 篠原涼子「愛しさと せつなさと 心強さと」（12月、日本テレビ）

2014年
- ものまねグランプリ - 倖田來未軍団「キューティーハニー」（4月、日本テレビ）

2016年
- ものまねグランプリ - 刑事軍団 篠原涼子（9月、日本テレビ）

2017年
- めざましテレビ（6月、フジテレビ）

2018年
- ソノサキ〜知りたい見たいを大追跡!〜（12月、テレビ朝日）

2019年
- 陸海空 こんなところでヤバいバル カラオケサバイバル全国一位を取る企画で二週放送（4月、テレビ朝日）
- ものまね王座決定戦スペシャル - 篠原涼子「愛しさと せつなさと 心強さと」- globe「DEPARTURES」（12月、フジテレビ）

2020年
- 爆笑そっくりものまね紅白歌合戦スペシャル - YOASOBI「夜に駆ける」（9月、フジテレビ）
- ものまね王座決定戦スペシャル - 篠原涼子「もっと もっと…」- globe「Face」（12月、フジテレビ）

2021年
- 爆笑そっくりものまね紅白歌合戦スペシャル - 白組軍団 篠原涼子でAdo 「うっせぇわ」（5月、フジテレビ）
- ものまね王座決定戦スペシャル - 篠原涼子「愛しさと せつなさと 心強さと」(12月、フジテレビ)
- ザ・細かすぎて伝わらないモノマネ - 松嶋菜々子（12月、フジテレビ）

2022年
- 爆笑そっくりものまね紅白歌合戦スペシャル ものまねカラオケ100点チャレンジ - 篠原涼子「愛しさと せつなさと 心強さと」（10月、フジテレビ）
- ものまね王座決定戦スペシャル - 篠原涼子「もっと もっと…」（12月、フジテレビ）

2023年
- ものまね芸人216人が本気で選んだ! いま本当にスゴいものまねランキング2023 - 第17位 篠原涼子「愛しさと せつなさと 心強さと」（1月、テレビ東京）
- 熱唱!ミリオンシンガー - 篠原涼子「愛しさと せつなさと 心強さと」（3月、日本テレビ）
- 内村のツボる動画（4月、テレビ東京）
- ザ・細かすぎて伝わらないモノマネ - ゆうちゃみ（7月、フジテレビ）
- 熱唱!ミリオンシンガー - 華原朋美「I'm proud」（7月、日本テレビ）
- ニンゲン観察バラエティ モニタリング（8月、TBS）
- ニッポン人の頭の中 （11月、日本テレビ）
- 熱唱!ミリオンシンガー（12月、日本テレビ）

2024年
- キョコロヒー（3月、テレビ朝日)
- 熱唱!ミリオンシンガー - YOASOBI「アイドル」（4月、日本テレビ）
- ＳＨＯＷ激！今夜もドル箱（8月、テレビ東京）
- トークと歌とものまね酒場～トゥーモ～（11月、千葉テレビ）

2025年
- 熱唱!ミリオンシンガー（1月、日本テレビ）
- 極楽山本・ロンブー亮のARIGATEENA TV（1月、テレビ埼玉）